# 破城槌

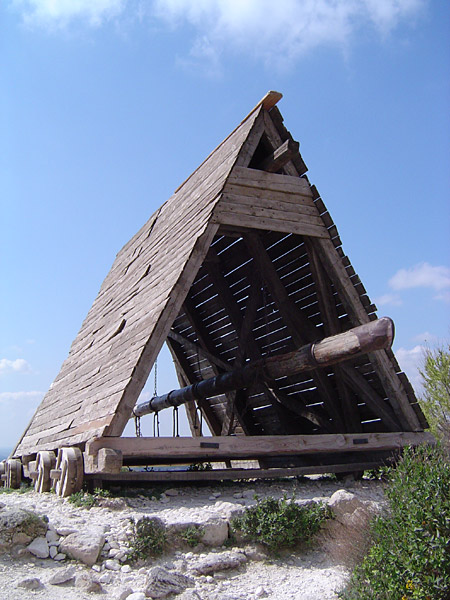
屋根と車輪のついた破城槌

破城槌（はじょうつい）、攻城槌（こうじょうつい）または 衝角（しょうかく）とは、城門や城壁を破壊し、突破することを目的とした攻城兵器。丸太状の物体を垂直にぶつけることによって、その衝撃で対象を破壊する。カタパルト（投石機）と並んで古代より用いられた古い兵器の一つでもあり、大砲が攻城兵器の主流となる中世後期まで歴史的にかなり長い期間用いられた。

## 原理と発展

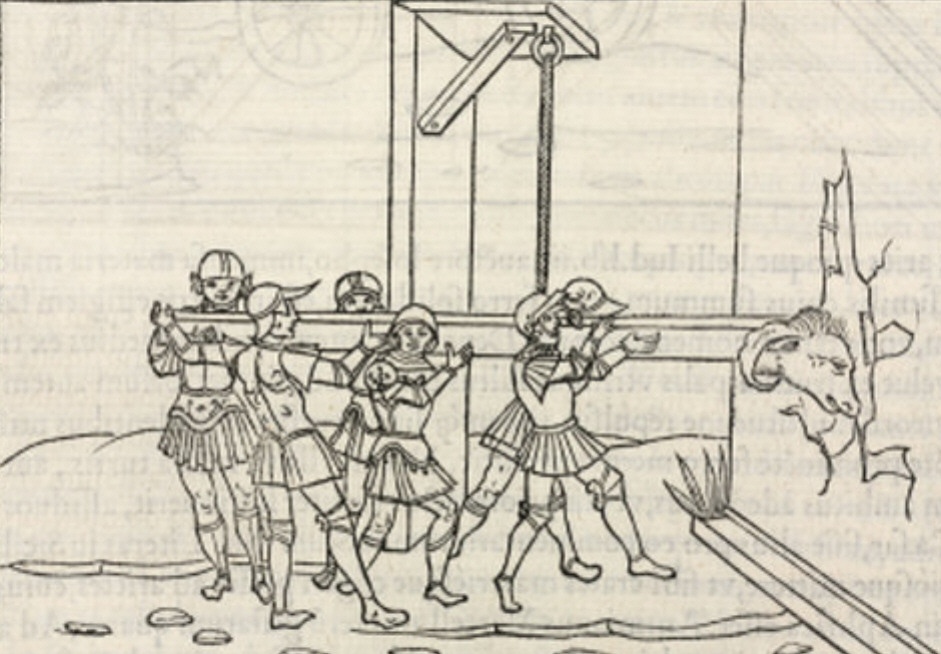
シュトルムボック

最も初歩的なものは、木を切り倒して枝を掃ったもの（丸太状の棒）を、数人から数十人の歩兵が両側から抱え持ち突進し、何度も城門にぶつけるものである。通常は、素早く門や壁に取り付くために専用の荷台で運搬し、接近後に衝角を持ち上げ使用した。その後、より洗練された形として、衝角を釣鐘の撞木状に固定した構造を持つもの（右絵のシュトルムボックのようなもの）が登場し、車輪付き荷台と組み合わせることで、移動速度と威力を高めた。
しかし、これだけでは防御側による上方からの攻撃に非常に弱いため、屋根を持つ構造のものが登場する。これが現代によく知られる「破城槌」であり、屋根その物が衝角を吊るす構造と一体化することとなる。また、単純な屋根では矢は防げても、石などの落下物の衝撃には依然弱いため、頂点が鋭角の三角形状でなるべく落下物を逸らせる構造のものが用いられた。加えて後述するように火矢などの攻撃から守るために、湿った被覆材で覆うのも一般的であった。なお、衝角がなく屋根と移動のための車輪だけといったものも良く用いられた。壁を直接崩すのではなく下に穴を掘る、あるいは堀を埋めるといった工作作業のためにも、屋根によるシェルター構造は非常に有用であり、これら屋根構造を持つ兵器は衝角の有無に関係なく「猫」と呼ばれた。
また、衝撃の威力を高めるのと同時に、衝角を補強する目的で、その先端に金属が被せられるのも一般的であった。

## 破城槌への対応方法
古くからは通常の防御手法と同じく、弓矢や石などの落下物による攻撃が定石であった（特に壁に取り付く必要がある以上、落下物に弱い）。屋根を持つ構造となった後も、耐久性の観点から依然として石などの重量物の落下攻撃は有効であり、また、火矢やギリシア火薬といった燃やす攻撃も取られた（先述のようにこの対策として屋根を湿った被覆材で覆った）。また、衝角による門や壁への衝撃を緩和するために、厚手の布（エプロン）などを間に垂らして守るという方法もあった。
十字軍遠征においては、イスラム側は先にフックをつけたポールを使って、そのフックを破城槌の屋根に引っ掛け、ひっくり返すという手法を編み出した。これは対破城槌の手法としては非常に効果的であり、十字軍後の欧州ですぐに用いられるようになった。
また、城郭の構造として、城門とそこへの通路を直線状に配置しないことは、進行方向の変更が苦手で、原理上垂直に取り付かなければならない破城槌にはとりわけ有効だった。

## その他の破城槌

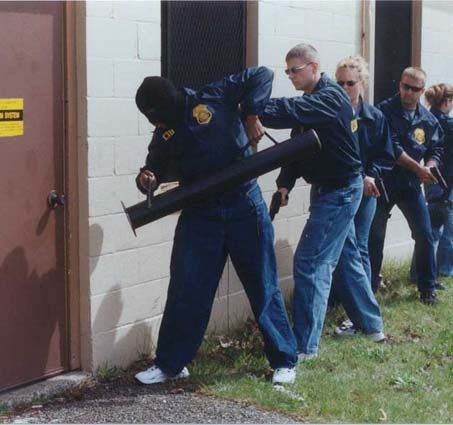
バタリングラム

古代アッシリアの軍隊で用いたものは丸太の一端が軸で固定され、補強した他端を人力で高く持ち上げては落として城門や城壁などにぶつける方式のものがあった。
中国では「衝車」があり、『日本書紀』天智天皇即位前期（662年）12月条には、「唐軍が高麗に対し、雲車（たかくるま）や衝車（つきくるま）を用いて攻めた」という報告があり、古代から日本でも認識は見られる。
日本の戦国期では「掻盾牛」（かいだてうし・車輪付き盾）を縦向きにし、その中に槌を載せ、用途に応じて、「亀甲」と呼ばれる破城槌とした（外観は、右上の画像と同じ）。用途に応じて破城槌となる攻城兵器として、「転盾（まくりたて）」もあり、車輪付きの大盾（狭間付き）だが、盾の上辺にも車輪を備え、城門まで来たところで、盾を底として倒し、この上に槌となる材を置き、破城槌とした。転盾と同様の（城門まで来たら破城槌とする）兵器は、『軍法極秘伝書』（竹中重治著伝の兵書）内にも記載され、「車井楼（- せいろう）」という名称で、2階ほどの大型盾ゆえ鎖付きで、これを用いてゆっくり倒す、または起き上がらせる構造になっている。この他、『海国兵談』には、「破門材」と呼ばれる槌自体に車輪（前後に一輪ずつの長車）を備えさせ、左右には、持つ為の縄を複数つけ、先端を鉄で覆った破城槌が紹介されている（破門材の応用兵器として、「車掛り」も記載されている）。代用品として金砕棒が使われることもあった。
現代では、SWATなどの特殊部隊がドアを破壊するために1名から数名で使用できる破城槌を用いることがある。欧米に多い内開きの玄関に対してのみ有効で、外に開く日本では使えない（いくら打ち付けても敷居で止められる）。英語ではバタリングラム（打撃衝角）、ドイツ語ではアインマンラメなどと呼ばれている。
レイセオン社ではCIRTという火薬の力で衝撃を与える救助用工具を開発しており、レスキュー隊が建物へ侵入する穴をコンクリートの壁に素早く開けられるとしている。